# Mazda 626
Mazda 626 — модель автомобіля виробництва японської компанії Mazda для експортного ринку. Mazda 626 замінила моделі 616/618 і RX-2 в 1979 році і продавалася аж до 2002 року, коли її замінила Mazda6. Всього по світу було продано 4345279 автомобілів цієї моделі, у тому числі під назвою «Ford Telstar».
Індекс 626 носять всі ліворульні автомобілі «Mazda». Аналогічні моделі з правим кермом випускалися в Японії під назвою Mazda Capella. На ринку Великої Британії під назвою Mazda Montrose.
Серії кузовів у 626-х маркувалися двома літерами — «G» — літера для всієї серії 626 і друга латинська буква, що позначає безпосередньо кузов конкретної модифікації. Історія моделі 626 — це модифікації GC — випуск (1983—1987 рр.), GD — випуск (1987—1991 рр.), GE — випуск з 1992 р., GV (універсал) — випуск (1988—1994 рр.), GF — випуск з 1997 р., GW — випуск з 1998 р.
За всю історію випуску Mazda 626 пропонувалася з кузовами: 4-х дверний седан, п'ятидверний хетчбек, універсал і купе. Також на базі різних кузовів випускалася спортивна модифікація GT.
З плином часу 626-а модель зазнавала змін, втілювалися нові ідеї дизайнерів, зникали застарілі і непрактичні деталі. Наприклад, на відміну від найперших представників Mazda 626, на пізніших автомобілях фари виконувалися у вигляді єдиного блоку. Зміни торкнулися і внутрішньої обробки салону. Вимикач вікна з сервоприводом скла переїхав у внутрішню кришку ручки дверей.
Mazda 626 також продавалася як Ford Telstar в Азії, Австралії та Південній Африці, але пізніше була замінена автомобілем Ford Mondeo, що випускається в Європі. За європейськими мірками Mazda 626 належить до середнього класу автомобілів (розмірного класу D), у Північній Америці перші два покоління шістсот двадцять другого були компактними автомобілями, а третє, четверте і п'яте покоління — автомобілями середнього розміру.

## Перше покоління CB2 (1979—1982)

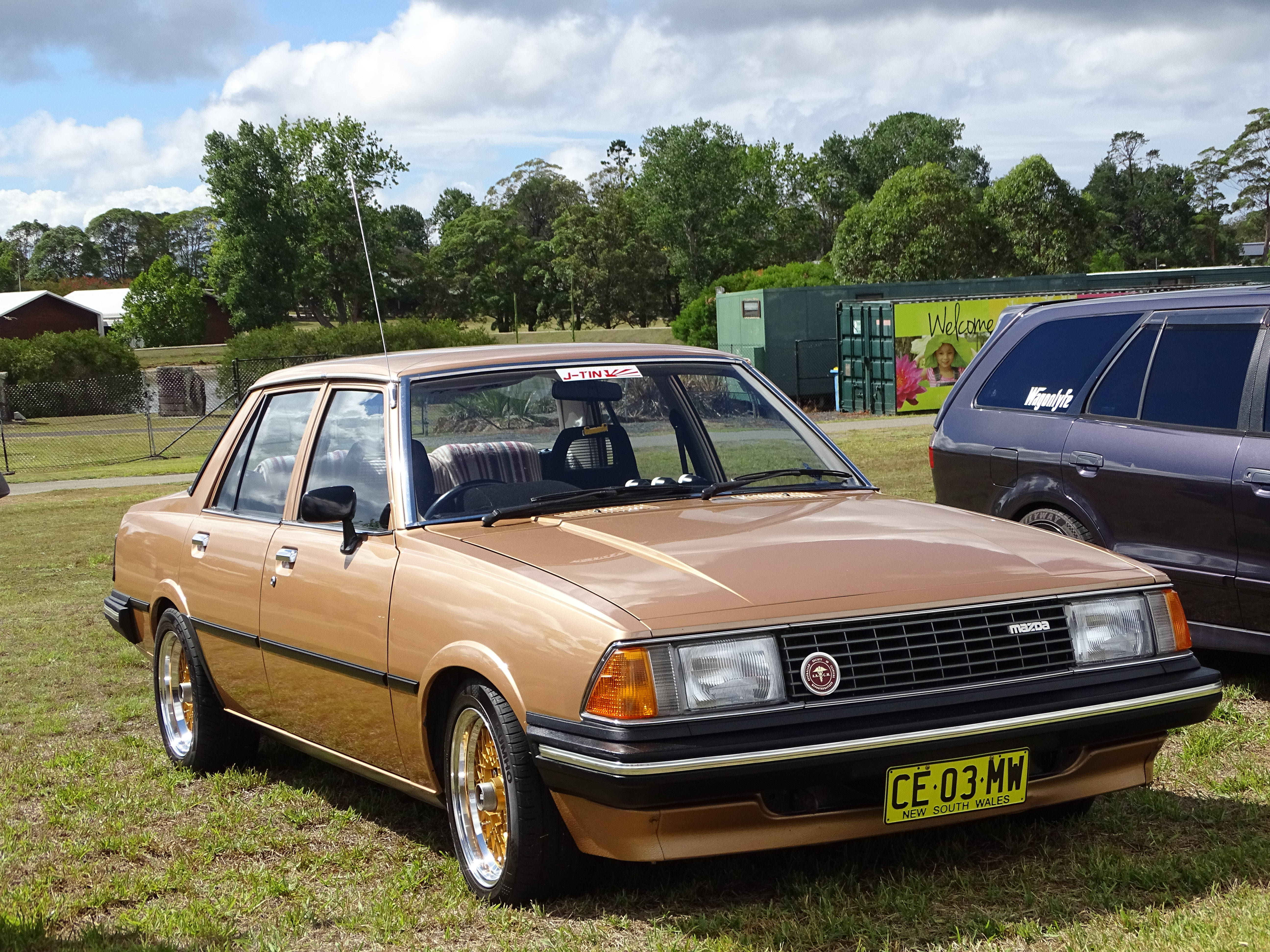
Перше покоління CB2 (1979—1982)

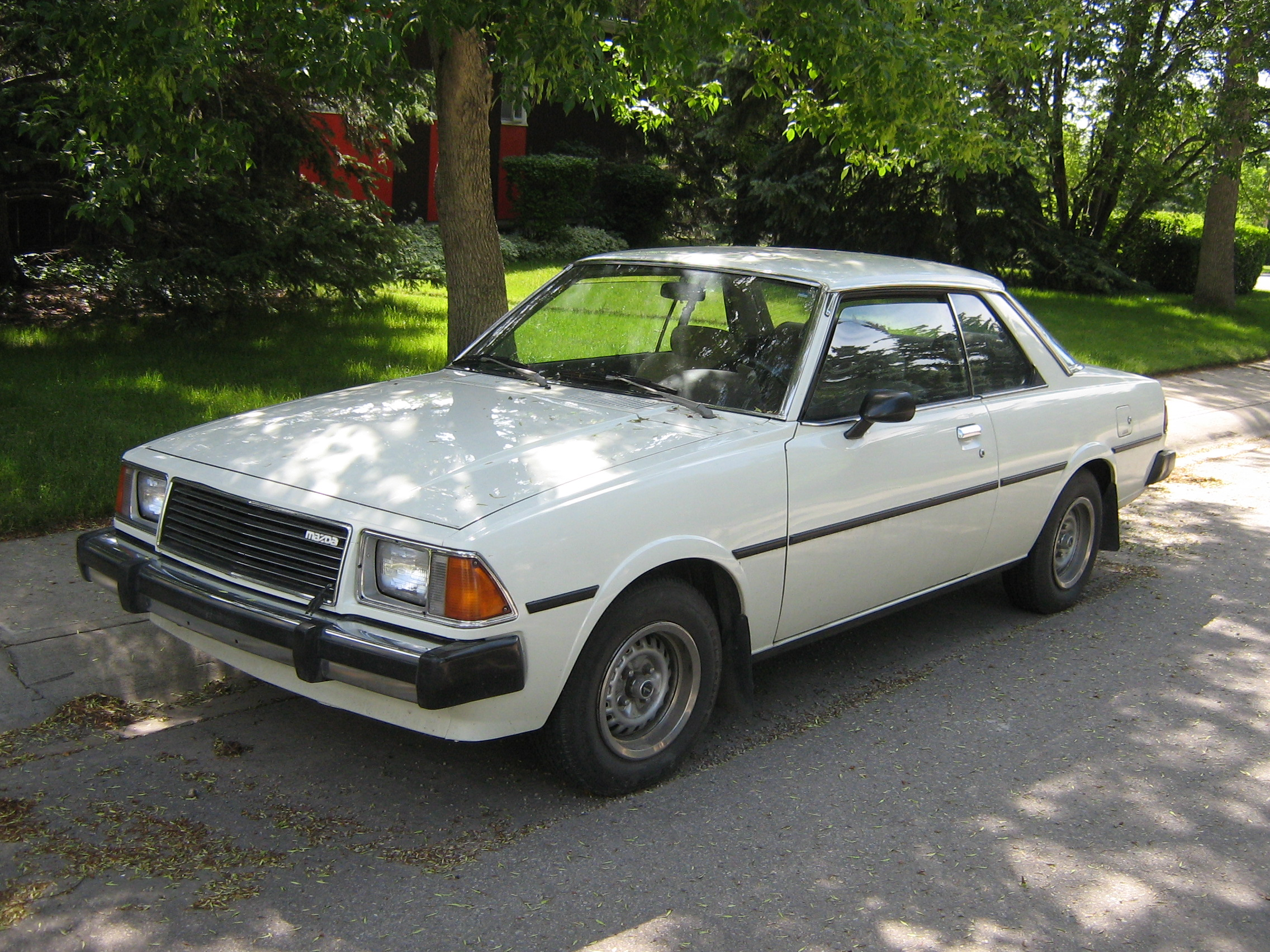
Перше покоління в кузові купе

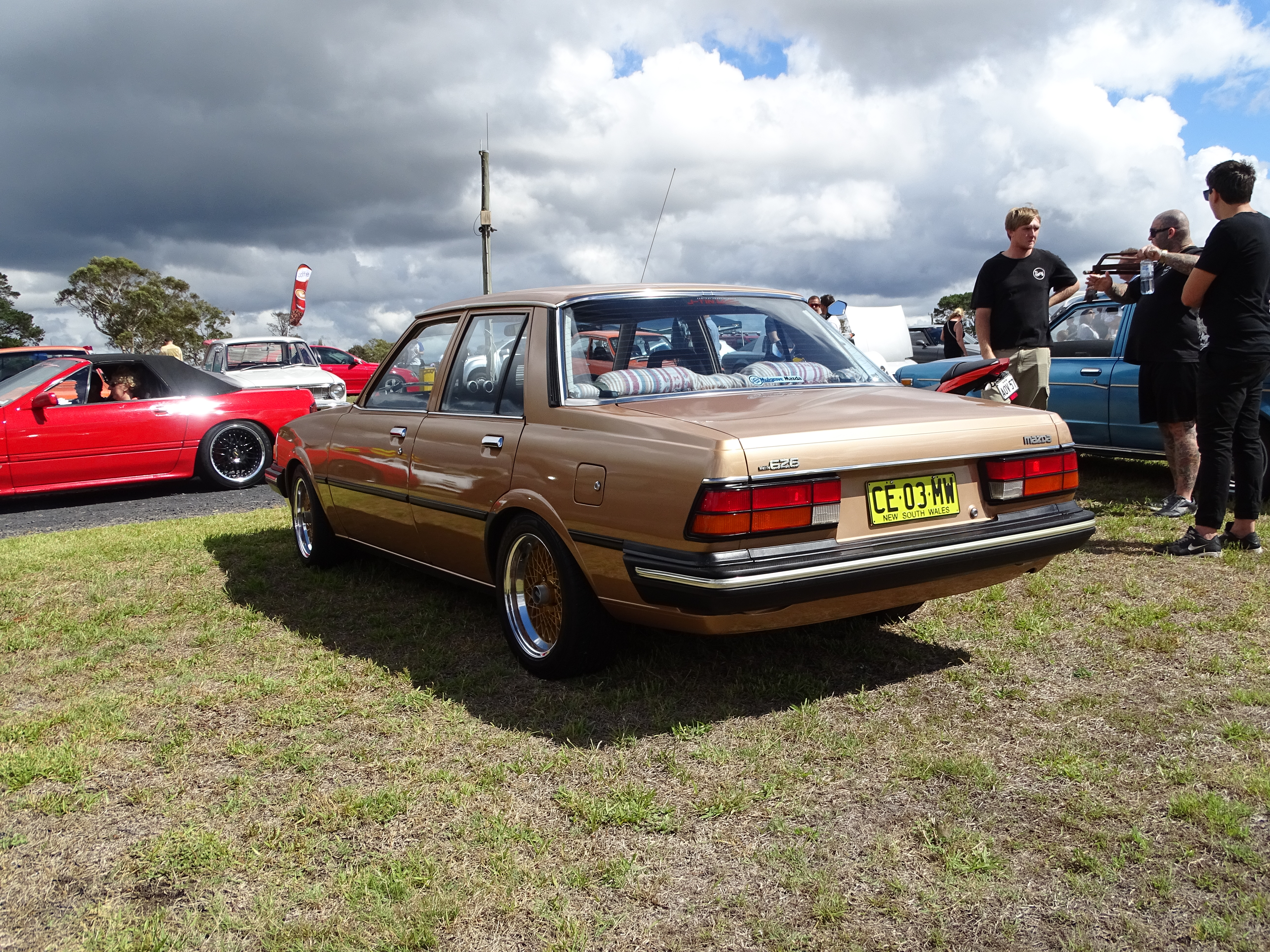
172.986x172.986пкс

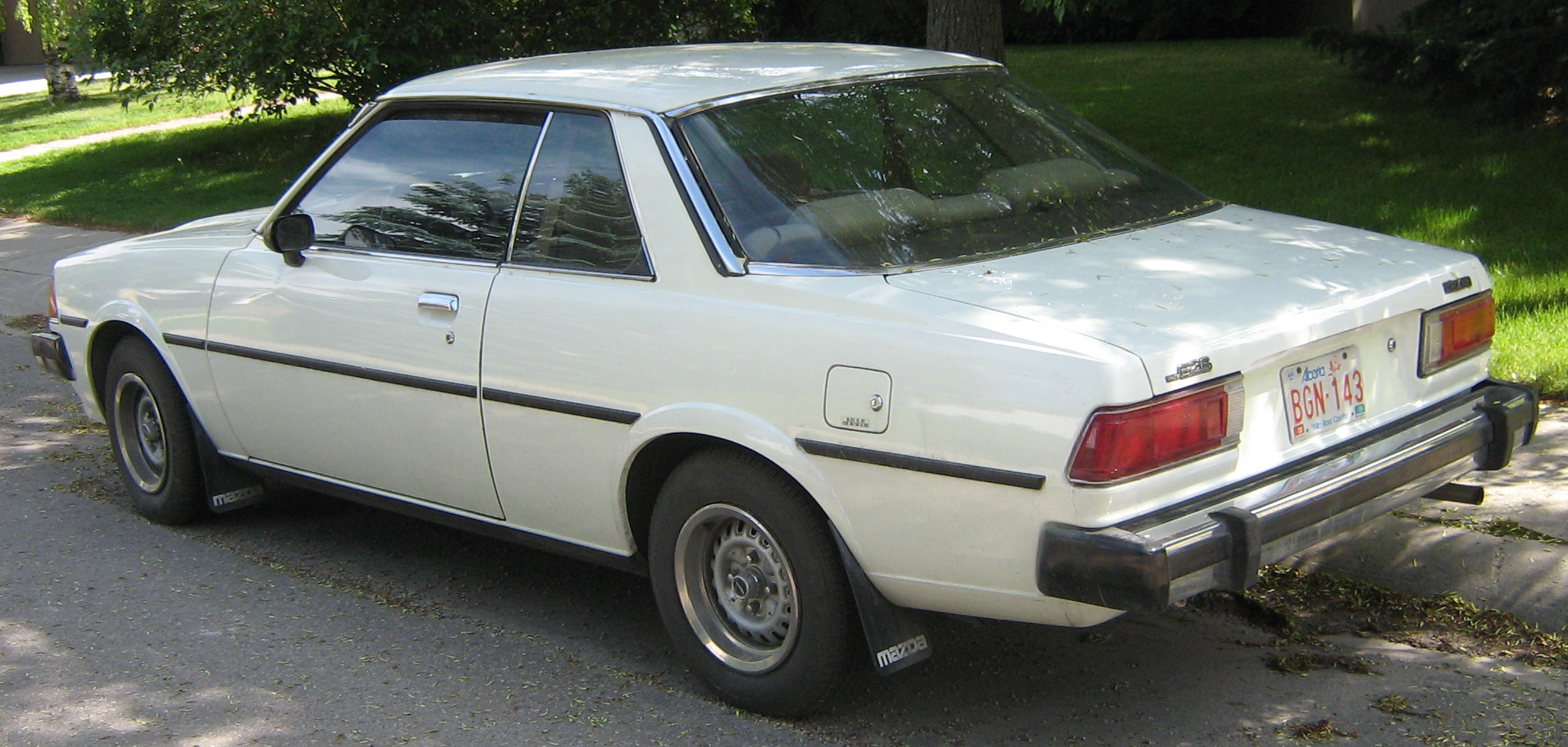
Перше покоління CB2 (1979—1982)

Перше покоління Mazda Capella випускалося в Японії в класі компактних моделей с кузовами купе й седан з 1970 по 1974 роки. Задньоприводний автомобіль був оснащений 4-циліндровим двигуном об'ємом 1,6 літра потужністю 75 к.с.
На експорт машина йшла під назвою Mazda 616 у варіантах кузова седан та купе. 616-й грав важливу роль у стратегії розвитку Mazda на американському ринку у 1971 році. Через рік інженери компанії встановили на нього потужніший двигун об'ємом 1,8 літра. Автомобіль отримав назву Mazda 618.
| Модель                            | Об'єм    | Циліндри/ Клапани | Потужність       | Крутний момент        |
| Mazda 626 1,6 Mazda 626 1,6 Coupé | 1568 см³ | 4/8               | 55 кВт (75 к.с.) | 120 Нм при 3800 об/хв |
| Mazda 626 1,8 Mazda 626 1,8 Coupé | 1970 см³ | 4/8               | 66 кВт (90 к.с.) | 156 Нм при 2500 об/хв |

## Друге покоління GC (1983—1987)

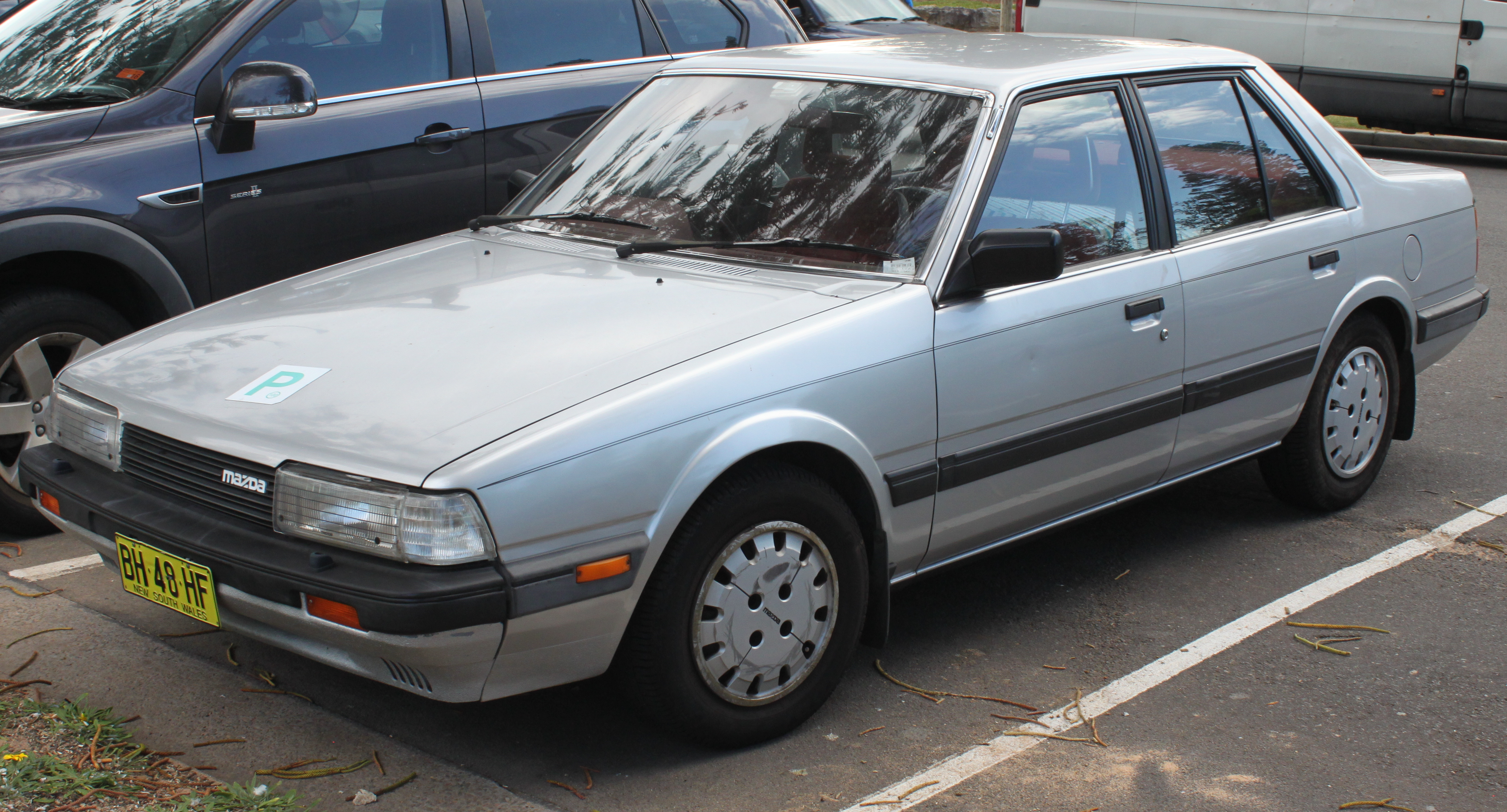
Друге покоління GC (1983—1987)

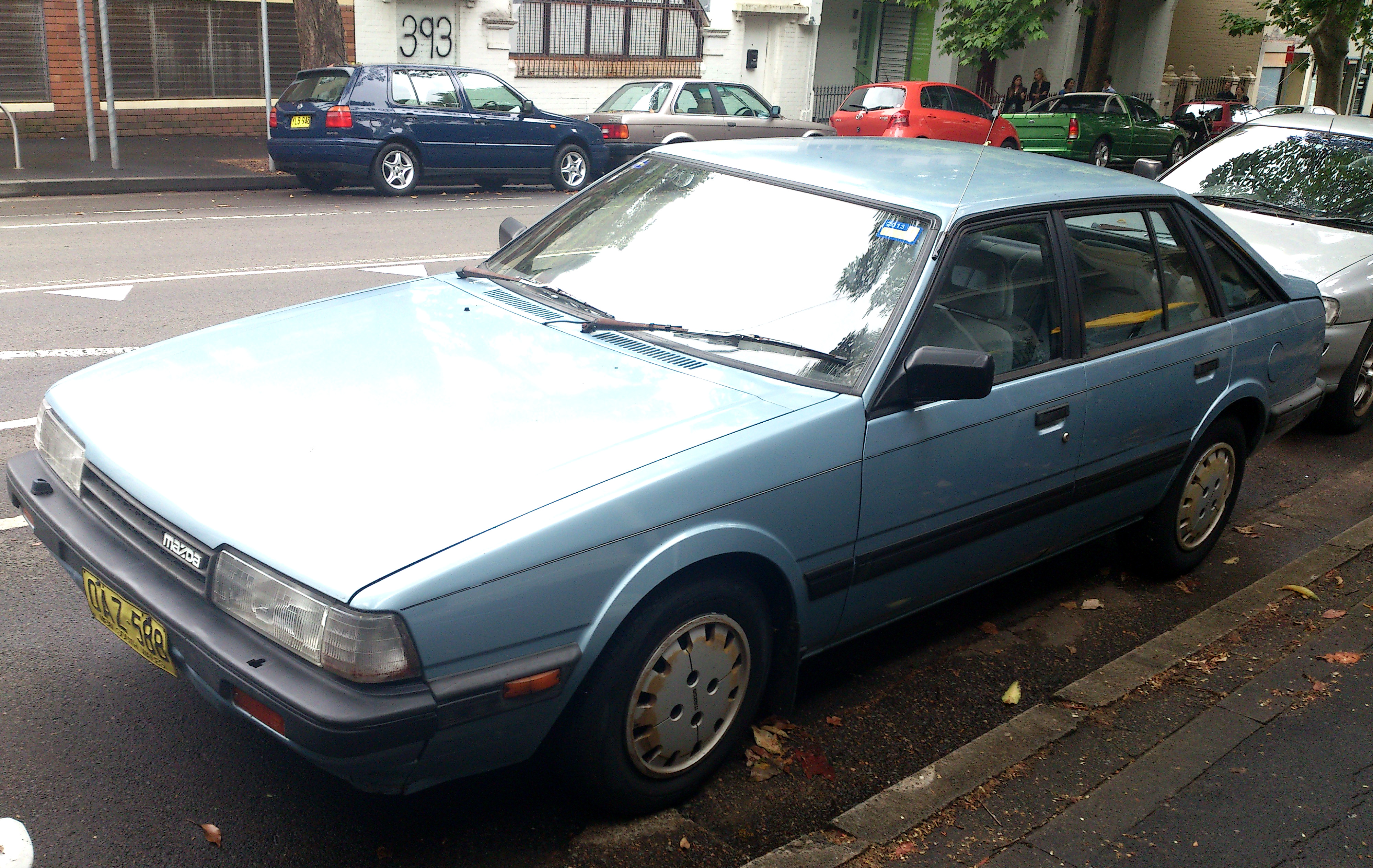
Друге покоління в кузов хачбек

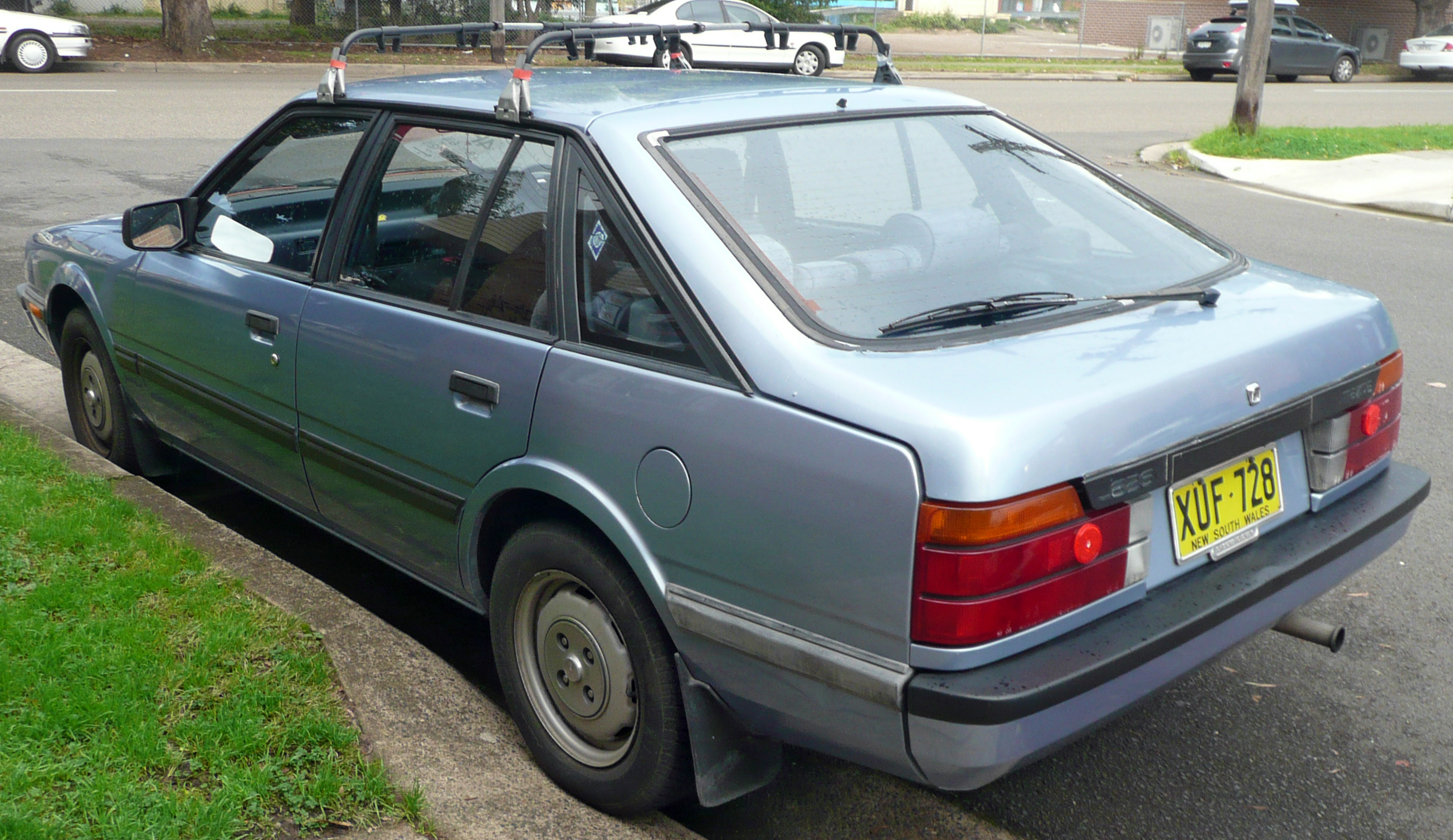
Друге покоління GC (1983—1987)

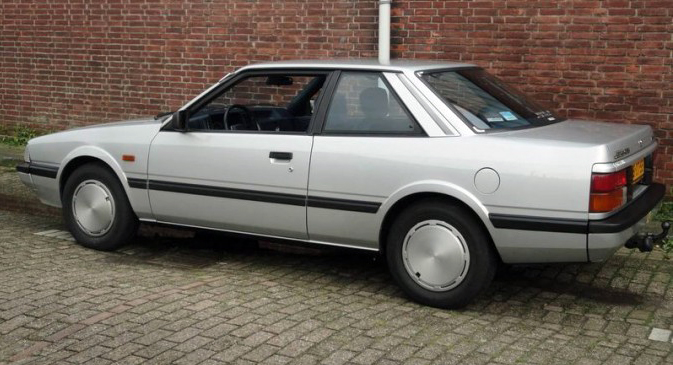
Друге покоління GC (1983—1987)

Друге покоління представлене в 1983 році. Двигуни, що ставилися на серію GC, розрізняються по індексу. Найпоширеніший — FE. Він включав ціле сімейство двигунів об'ємом 2,0 літри (точніше — 1998 см3), розрізнялися кількістю клапанів і системою живлення. Так, в серії FE з 1983 по 1987 рр. випускалися 2,0 л карбюраторні двигуни без каталізатора потужністю 101 к.с. (індекс 2000/FE). У 1986 році індекс FE поповнився турбірованним інжекторним двигуном 2.0i (FE-EGI) з каталізатором і потужністю 120 к.с., що ставилися на п'ятидверні версії GT.
У наступному, 1987 році, на Mazda 626 GC також почали ставити дволітрові 12 — і 16-ти клапанні інжекторні двигуни потужністю відповідно 109 і 148 к.с. і карбюраторні 8 — і 12 клапанний каталізаторних об'ємом 2,0 л потужністю 90 і 103 к.с. відповідно. На восьмиклапанний інжекторний двигун потужністю 90 к.с. каталізатор не ставився. Все це сімейство йшло під індексом FE. Крім двигунів 2,0 на GC ставили двигуни старенького (ще з 1983 року) індексу F6 об'ємом 1,6 літра, потужністю 80 к.с. Встановлювалися на GC також і дизельні силові агрегати. Це були двигуни RF об'ємом 2,0 л. потужністю 62 к.с.
Багато з двигунів цих серій «перекочували» на наступні покоління 626.
| Модель                         | Об'єм    | Циліндри/ Клапани | Потужність        | Крутний момент        |
| Mazda 626 LX 1,6               | 1576 см³ | 4/8               | 59 кВт (80 к.с.)  | 121 Нм при 3800 об/хв |
| Mazda 626 GLX 2,0              | 1984 см³ | 4/8               | 74 кВт (101 к.с.) | 156 Нм при 3700 об/хв |
| Mazda 626 GLX 2,0i каталізатор | 1984 см³ | 4/8               | 68 кВт (92 к.с.)  | 153 Нм при 2500 об/хв |
| Mazda 626 GT 2,0i              | 1984 см³ | 4/8               | 88 кВт (120 к.с.) | 171 Нм при 4000 об/хв |
| Mazda 626 LX 2,0 Diesel        | 1998 см³ | 4/8               | 46 кВт (62 к.с.)  | 116 Нм при 2750 об/хв |

## Третє покоління GD/GV (1987—1991)

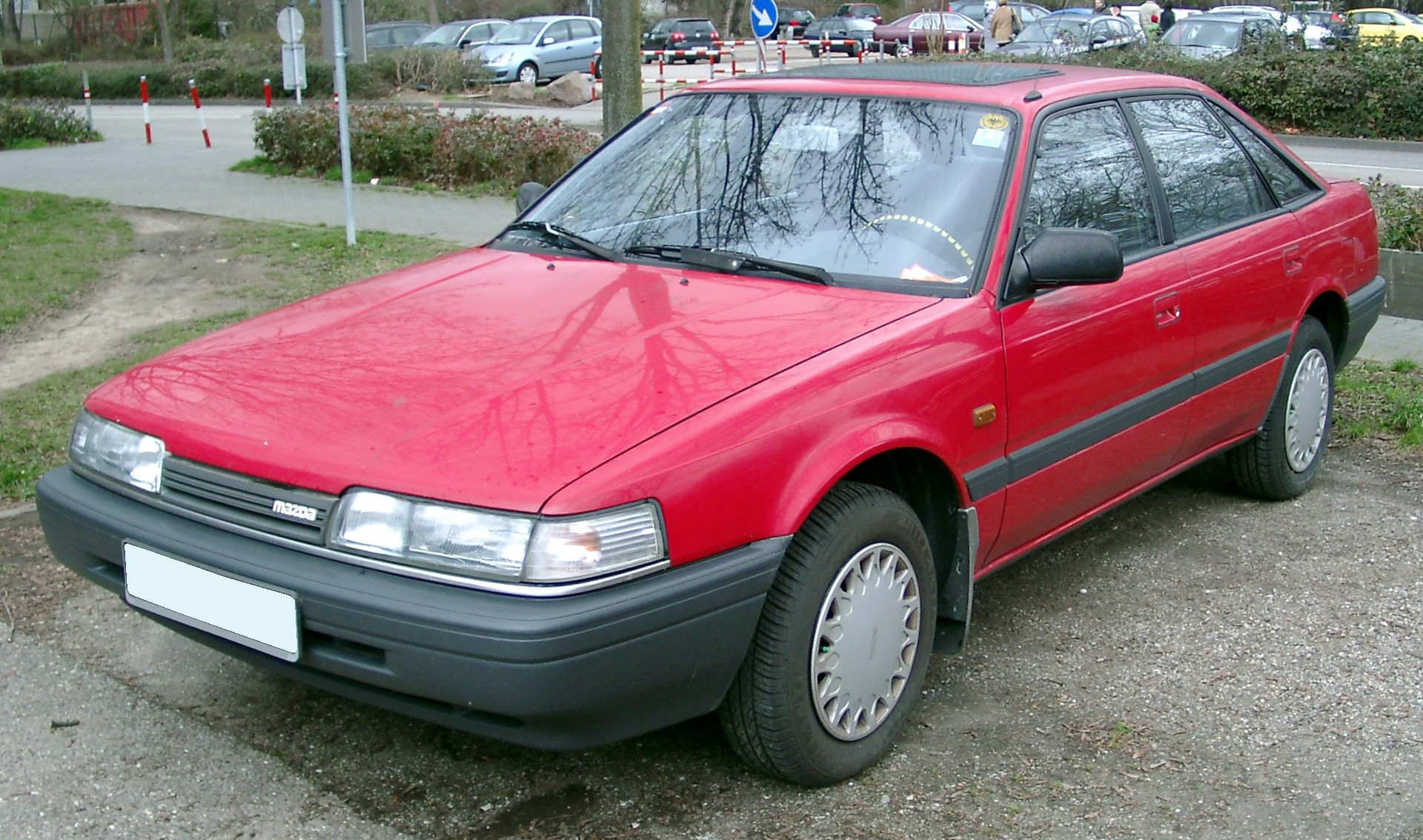
Третє покоління GD (1987—1993)

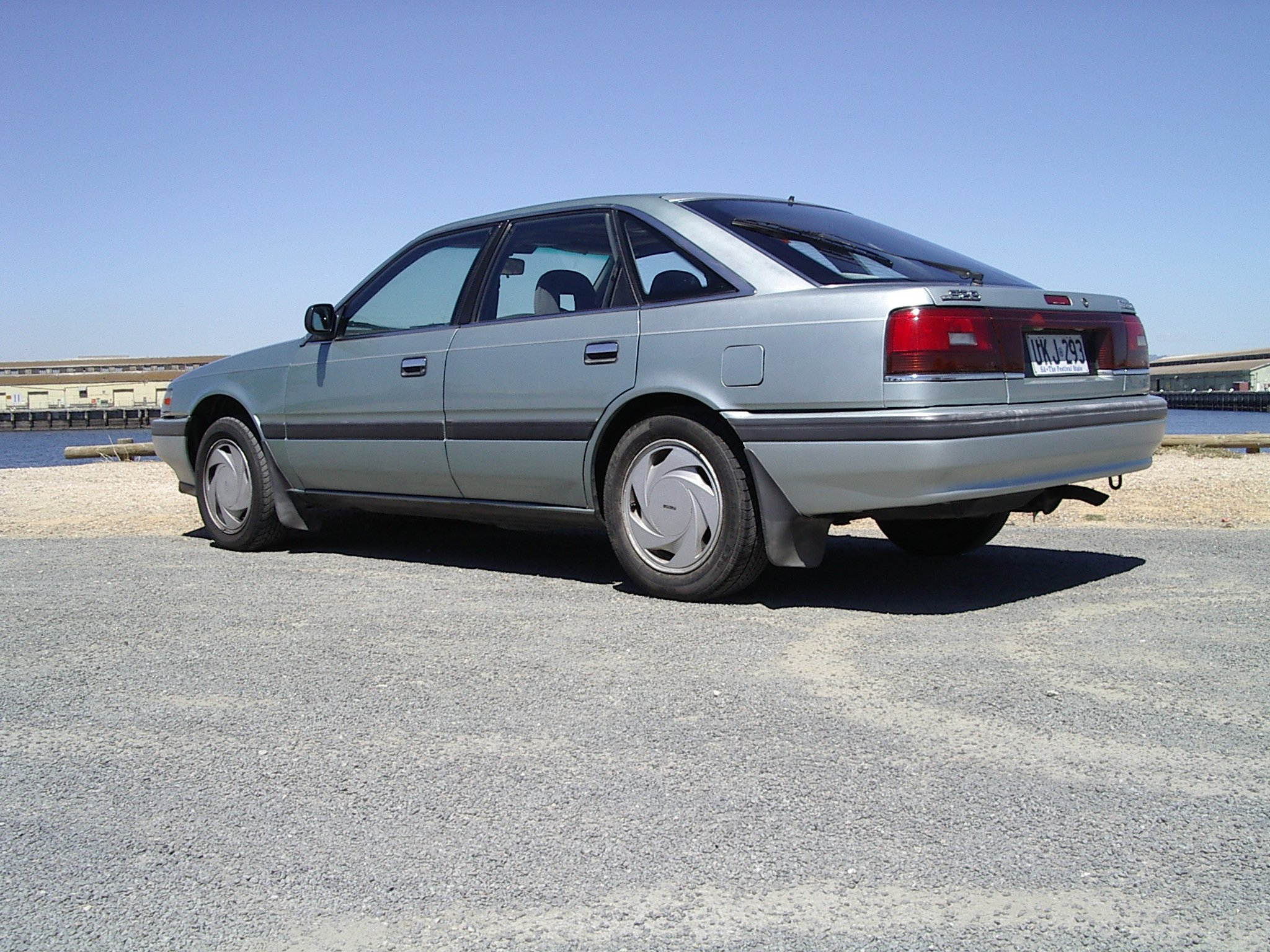
Третє покоління GD (1987—1993)

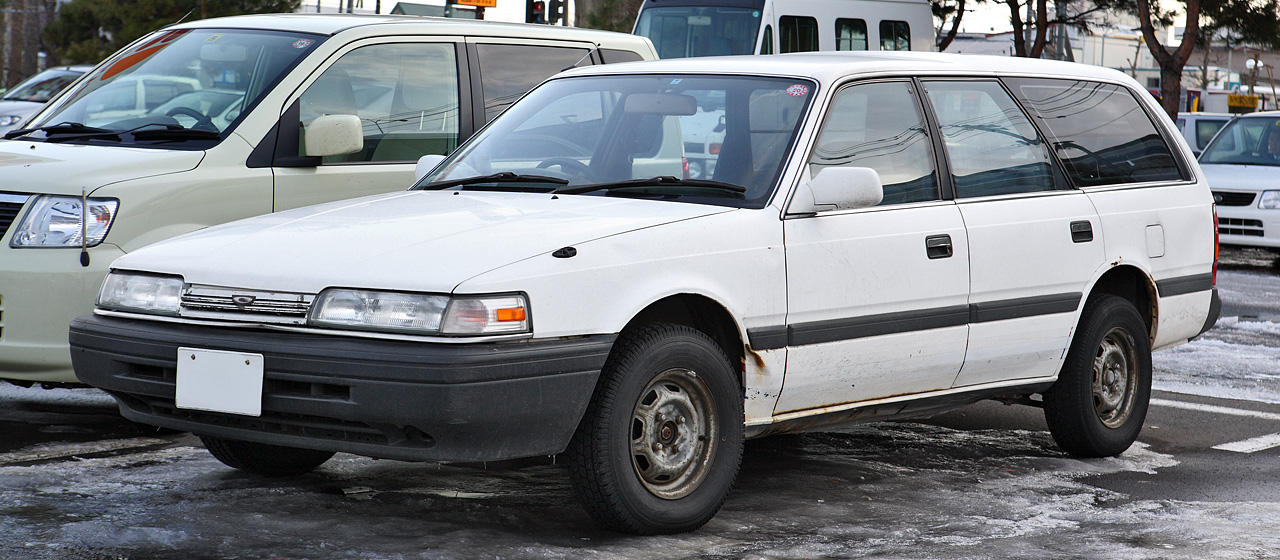
Третє покоління GV (1988—1997)

У червні 1987 року представлене третє покоління Mazda 626 з індексом GD. Лінії кузова нової моделі стали чіткішими, обводи більш стрімкими. Також почалося виробництво наступної генерації Mazda Capella. З усіх «японців» кінця 80-х це був, мабуть, один з найбільш «просунутих» автомобілів — і по вигляду, і за своїми нутрощами. Автомобілі випускалися в кузовах седан, хетчбек, купе, оснащувалися карбюраторними і вприсковими моторами. Найпотужнішим був агрегат об'ємом 2,0 л, який видавав 150 к.с., найскромнішими — 1,6 л карб потужністю 73 л.с. Дволітровий дизель RF розвивав потужність до 82 к.с. Це покоління виявилося настільки вдалим, що деякі з модифікацій Capella, переживши кілька модернізацій, проіснували аж до 1997 року.
У 1988 році в модельному ряду Mazda 626 з'явився універсал з індексом GV. Величезною популярністю користувався універсал з індексом GV, побудований на основі GD. Цей автомобіль заслуговує на окрему розмову. Спочатку він називався Capella Cargo. Друге слово позначало вантажну спрямованість, і дійсно Capella-універсал відрізнявся серйозними можливостями — велика вантажна площадка, піднімають до середини дах і ховаються в підлозі додаткові два місця, якщо необхідно було перевезти сім чоловік.
У 1991 році з приходом нового покоління Mazda 626, старі моделі в кузові седан і хетчбек, універсал залишались ще певний час в продажі помінявши інтер'єр салону.
В 1993-му конструкція зазнала подальші зміни, починаючи з нової платформи GE. В результаті на японському ринку з'явилася Mazda Cronos, як одна з версій Mazda Capella.
Версія купе називалася Mazda MX-6.
| Модель                                      | Об'єм    | Циліндри/ Клапани | Потужність         | Крутний момент        |
| Mazda 626 LX 2,0 нерегульований каталізатор | 1984 см³ | 4/8               | 66 кВт (90 к.с.)   | 150 Нм при 3400 об/хв |
| Mazda 626 GLX 2,0-12V                       | 1984 см³ | 4/12              | 79 кВт (107 к.с.)  | 162 Нм при 3300 об/хв |
| Mazda 626 GLX 2,0i каталізатор              | 1984 см³ | 4/8               | 66 кВт (90 к.с.)   | 153 Нм при 2500 об/хв |
| Mazda 626 GLX 2,2i-12V каталізатор          | 2184 см³ | 4/12              | 85 кВт (116 к.с.)  | 180 Нм при 3000 об/хв |
| Mazda 626 GT 2,0i-16 каталізатор            | 1984 см³ | 4/16              | 103 кВт (140 к.с.) | 173 Нм при 4000 об/хв |
| Mazda 626 LX 2,0 Diesel                     | 1984 см³ | 4/8               | 44 кВт (60 к.с.)   | 119 Нм при 2750 об/хв |

## Четверте покоління GE/CG (1991—1997)

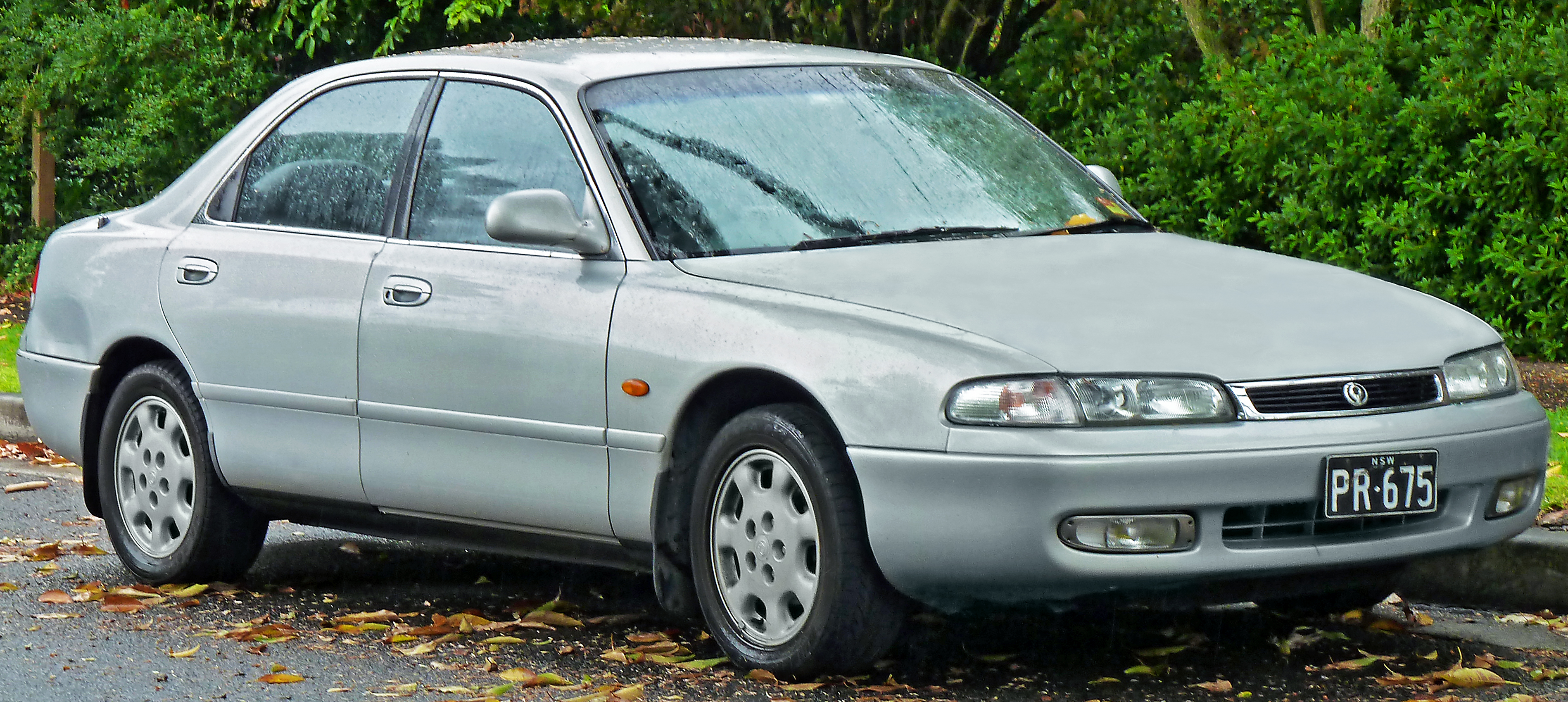
Четверте покоління GE (1991—1997)

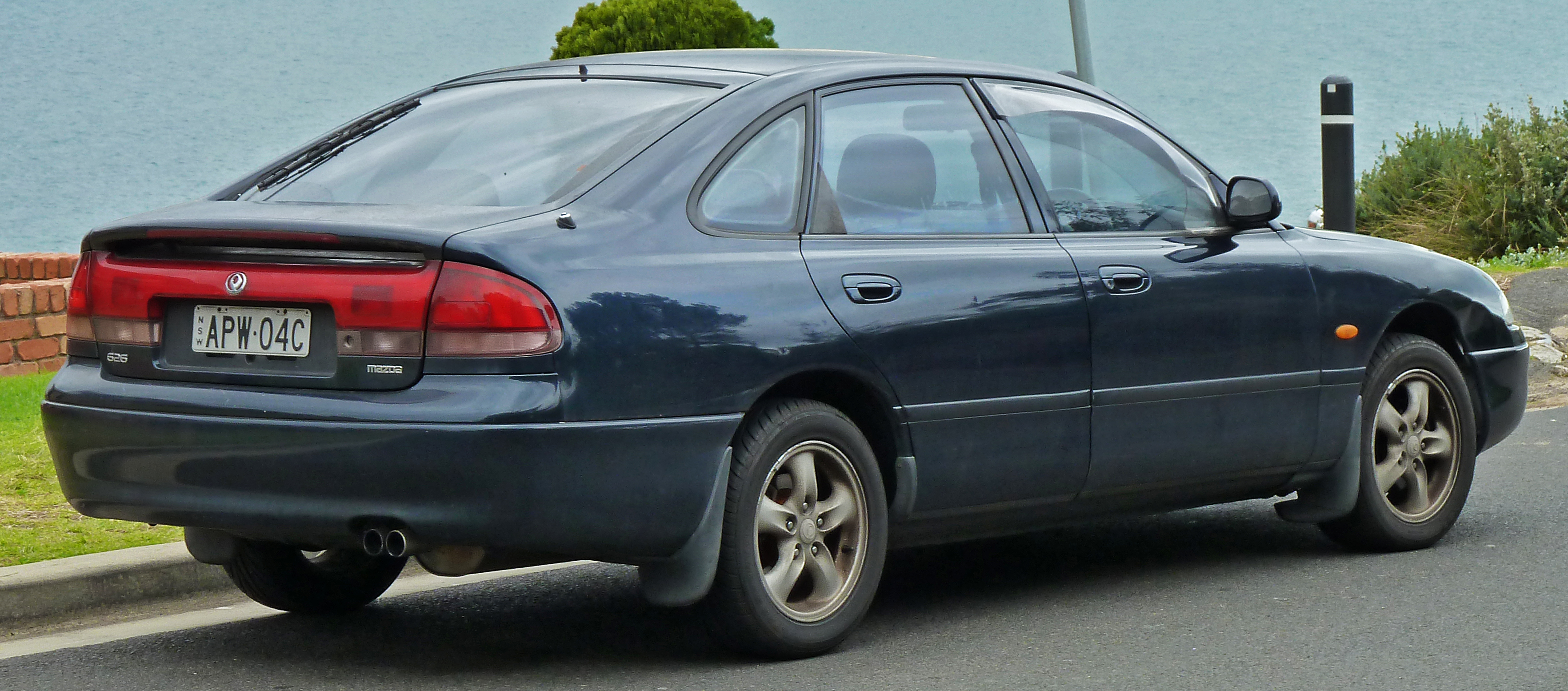
Четверте покоління GE (1991—1997)

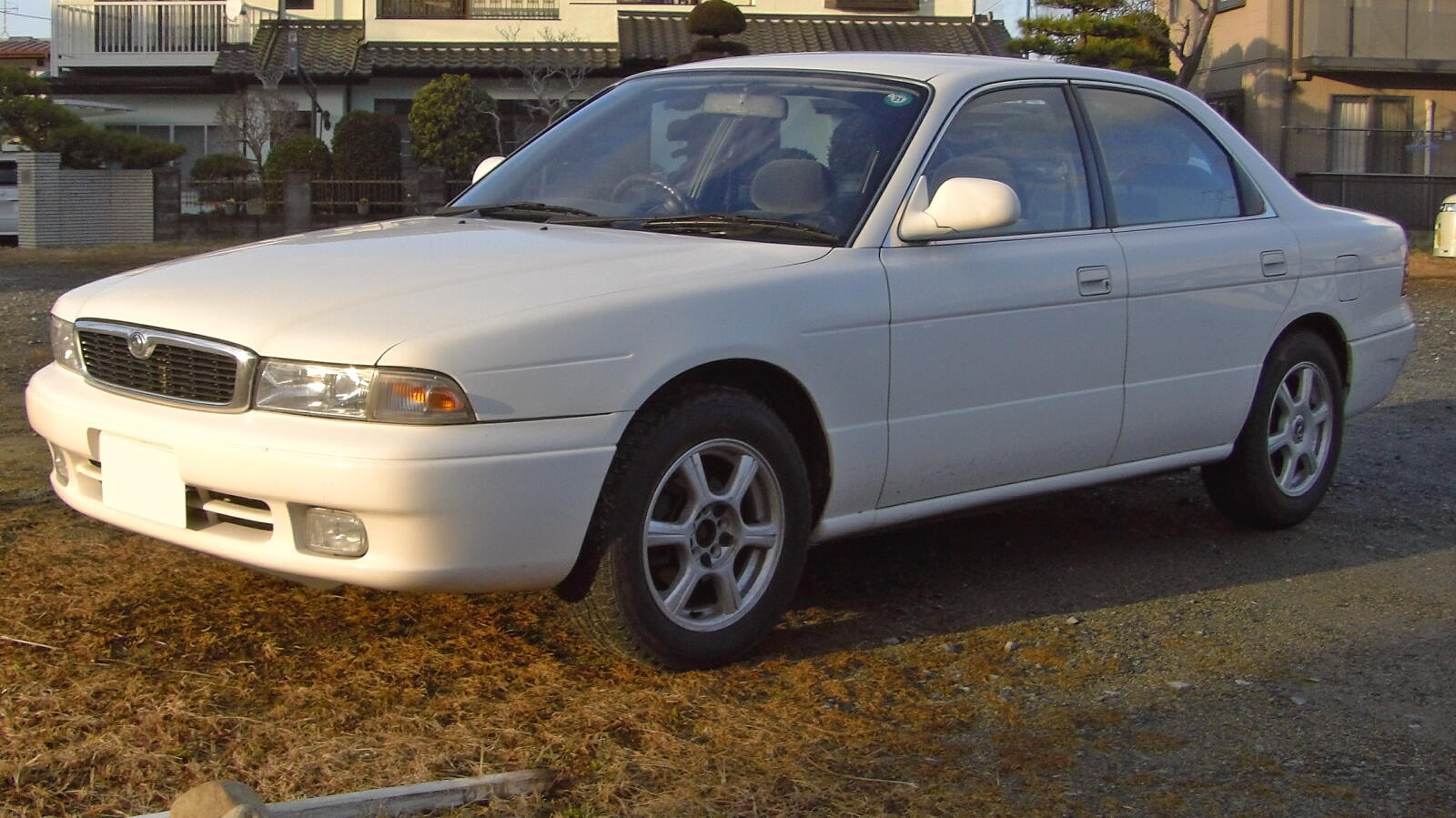
Четверте покоління CG для британського ринку, під ім'ям Mazda Montrose (1994—1997)

В 1991 році представлене четверте покоління Mazda 626 з індексом GE в кузові седан і ліфтбек. На базі цього покоління виготовляли Mazda MX-6 та Ford Probe. Крім бензинових і дизельних «четвірок» на 626 встановлювалися двигуни V6 об'ємом 2,5 л.
Габарити кузова найбільш масового седана у версії 1994 року 4595/1695/1395 мм при базі 2610 мм. Споряджена маса авто складає 1130/1160 кг в залежності від типу КПП. З 1997 року висота кузова зросла на 45 мм, а довжина зменшилася на 20 мм. Ззовні авто стало більш «дутим» у дусі автомобільної моди тих літ. Розміри останньої версії Capella, яка випускалася з 1999 по 2002 рік, 4590 x 1695×1455 мм при базі 2610 мм и 1465/1470 мм; висота кузова зросла ще на 15 мм, що позитивно відбилося на місткості салону.
Базове оснащення включає в себе гідропідсилювач керма, з регулюванням по висоті рульовою колонкою, кондиціонер, електросклопідіймачі, електродзеркала, центральний замок з дистанційним керуванням, магнітола, протитуманні фари й додатковий стоп-сигнал. Також поставлялися клімат-контроль, шкіряне кермо, обробка панелей салону під дерево, задній спойлер, литі колісні диски, вікна з захистом від ультрафіолету тощо.
Внутрішня довжина салону складала 1850 мм, ширина 1440 мм, а висота 1185 мм. Таким чином, місця достатньо для 5 пасажирів. Ергономіка хороша і не викликає нарікань. Водійське місце функціональне, крісло має регулювання в трьох площинах і зручне для людини практично будь-якої. Спинка заднього сидіння складається в співвідношенні 2/3, що збільшує можливості і без того ємнісного багажника.
Універсал CG поміняв інтер'єр салону, проте залишився в старому кузові. Отримав лишень оновлену морду.
З 1994 по 1997 рік для японського ринку пропонувалася окрема модель Mazda Capella, збудована на платформі CG.
| Модель                                | Об'єм    | Циліндри/ Клапани | Потужність         | Крутний момент         |
| Mazda 626 LX/GLX 1,9i                 | 1840 см³ | 4/16              | 66 кВт (90 к.с.)   | 145 Нм при 2500 об/хв  |
| Mazda 626 LX/GLX 1,9i                 | 1840 см³ | 4/16              | 77 кВт (105 к.с.)  | 155 Нм при 4300 об/хв  |
| Mazda 626 LX/GLX 2,0i                 | 1991 см³ | 4/16              | 85 кВт (115 к.с.)  | 170 Нм при 4500 об/хв  |
| Mazda 626 4WD 2,0i                    | 1991 см³ | 4/16              | 86 кВт (117 к.с.)  | н.д. Нм при 4500 об/хв |
| Mazda 626 2,5i V6                     | 2497 см³ | 6/24              | 120 кВт (163 к.с.) | 217 Нм при 4800 об/хв  |
| Mazda 626 LX/GLX Diesel               | 1998 см³ | 4/8               | 55 кВт (75 к.с.)   | 169 Нм при 2000 об/хв  |
| Mazda 626 GLX 2,0i тільки Kombi       | 1998 см³ | 4/8               | 66 кВт (90 к.с.)   | 153 Нм при 2500 об/хв  |
| Mazda 626 GLE 2,2i тільки Kombi       | 2184 см³ | 4/12              | 85 кВт (115 к.с.)  | 180 Нм при 3000 об/хв  |
| Mazda 626 LX 2,0D Diesel тільки Kombi | 1998 см³ | 4/8               | 55 кВт (75 к.с.)   | 169 Нм при 2000 об/хв  |

## П'яте покоління GF/GW (1997—2002)

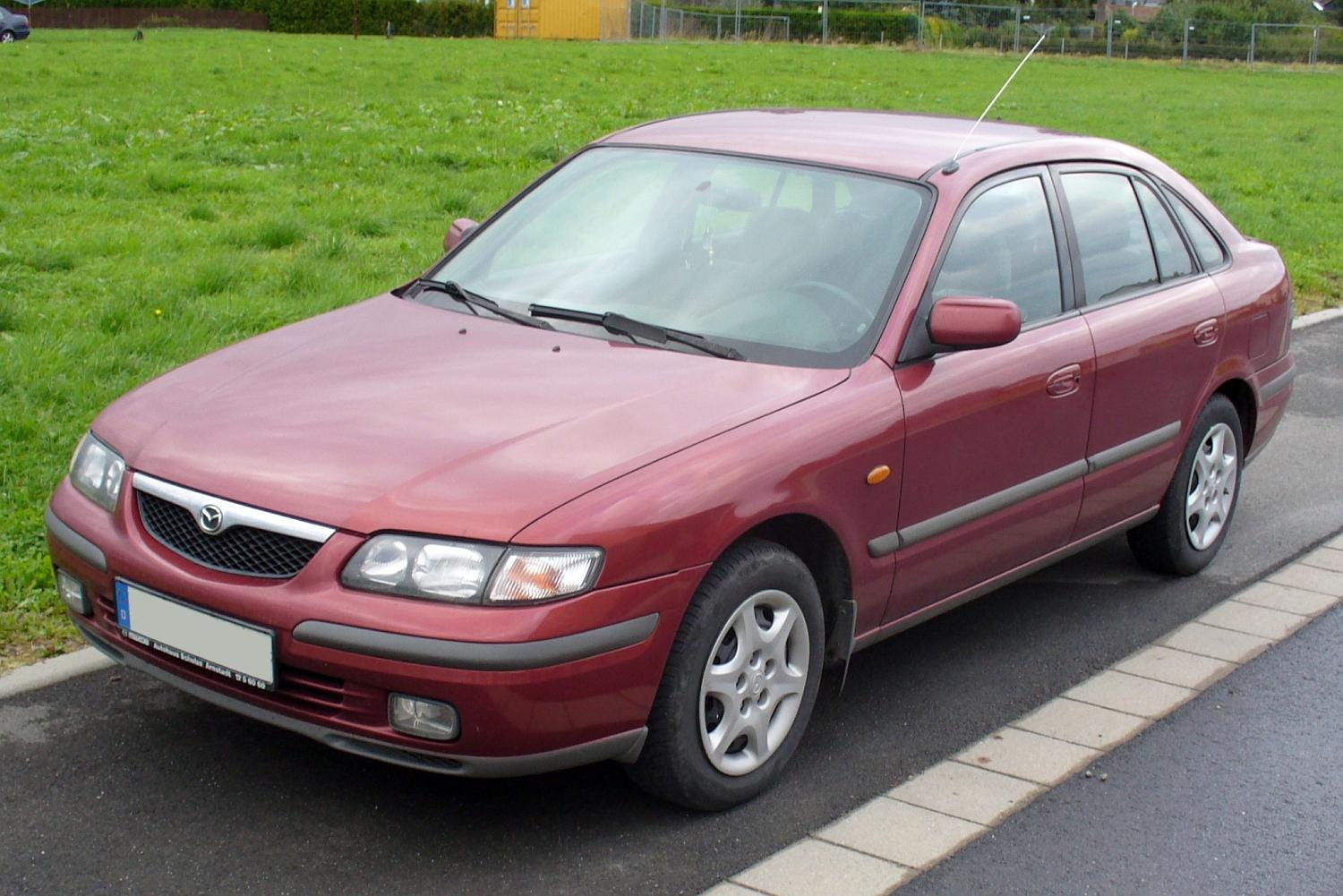
П'яте покоління GF (1997—1999)

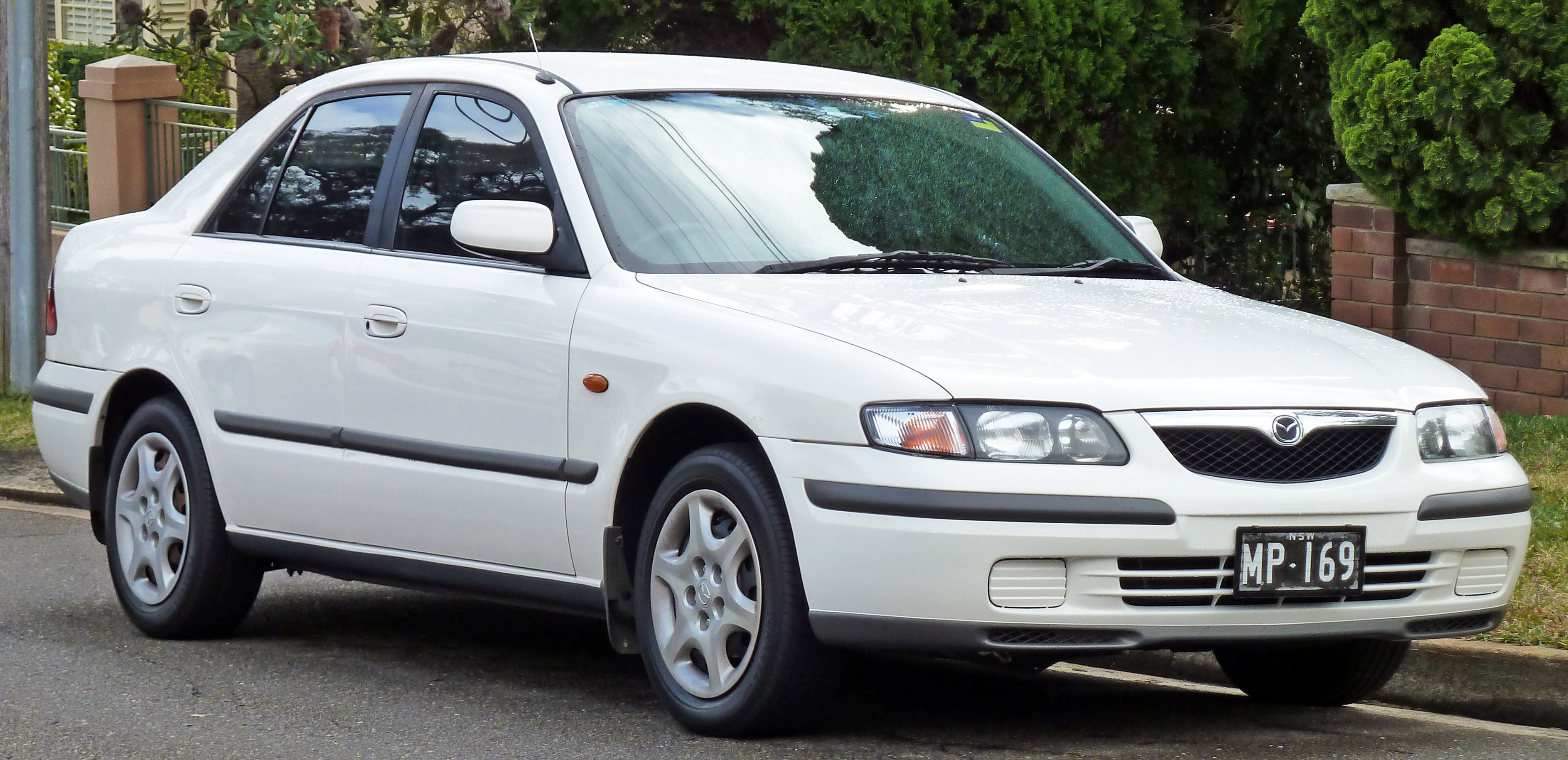
П'яте покоління GF в кузові седан (1997—1999)

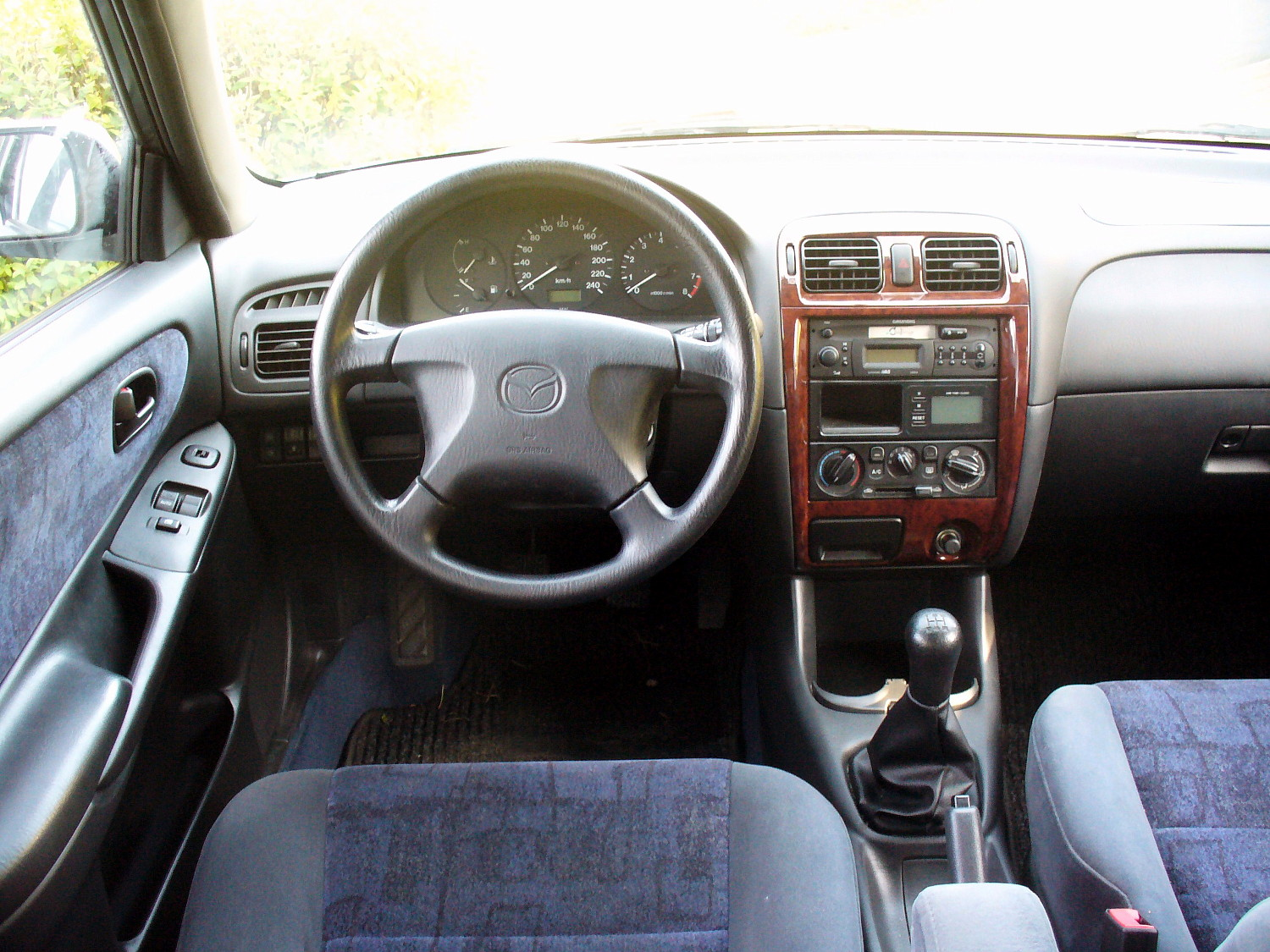
Салон п'ятого покоління GF

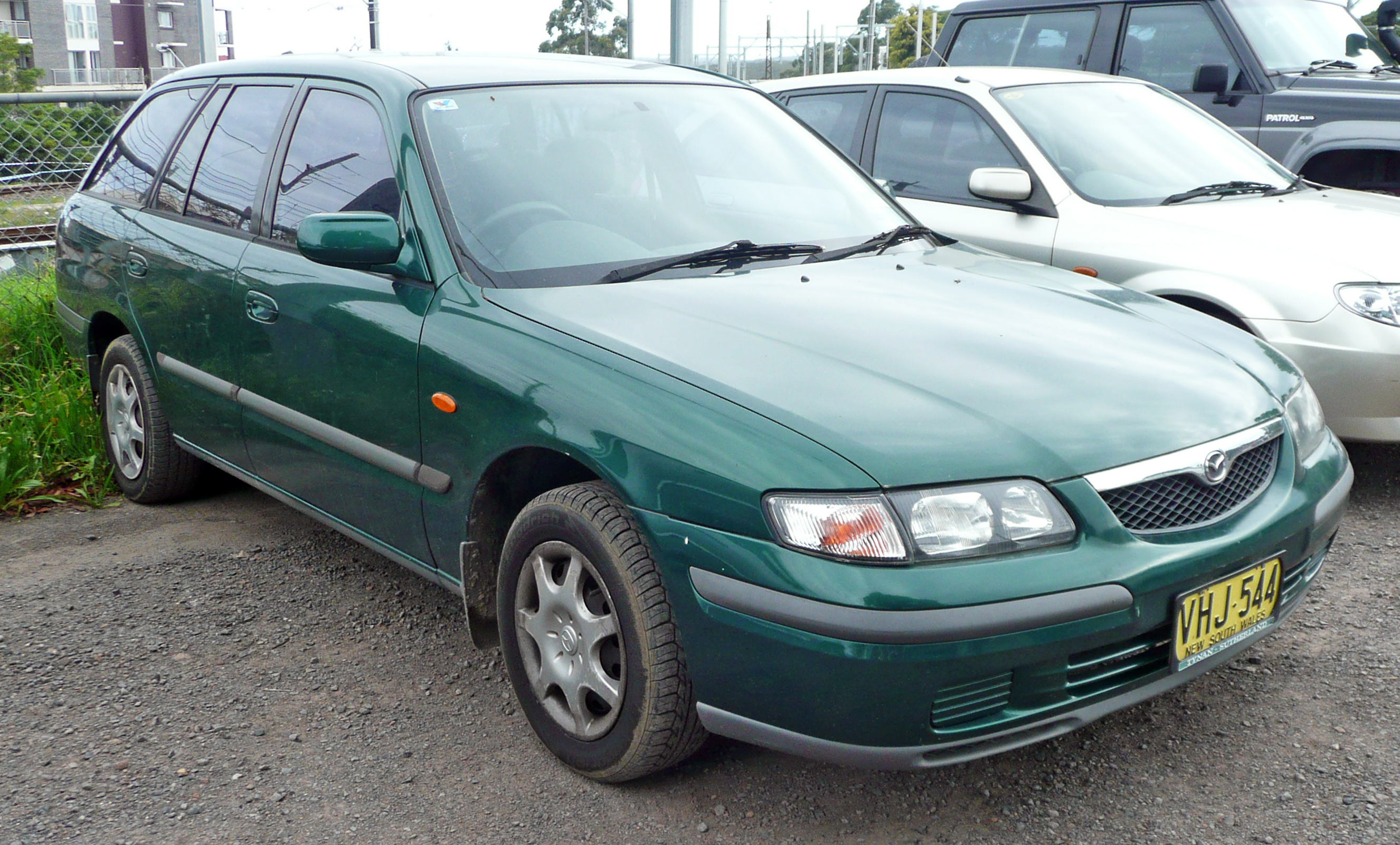
П'яте покоління GW в кузові універсал (1997—2000)

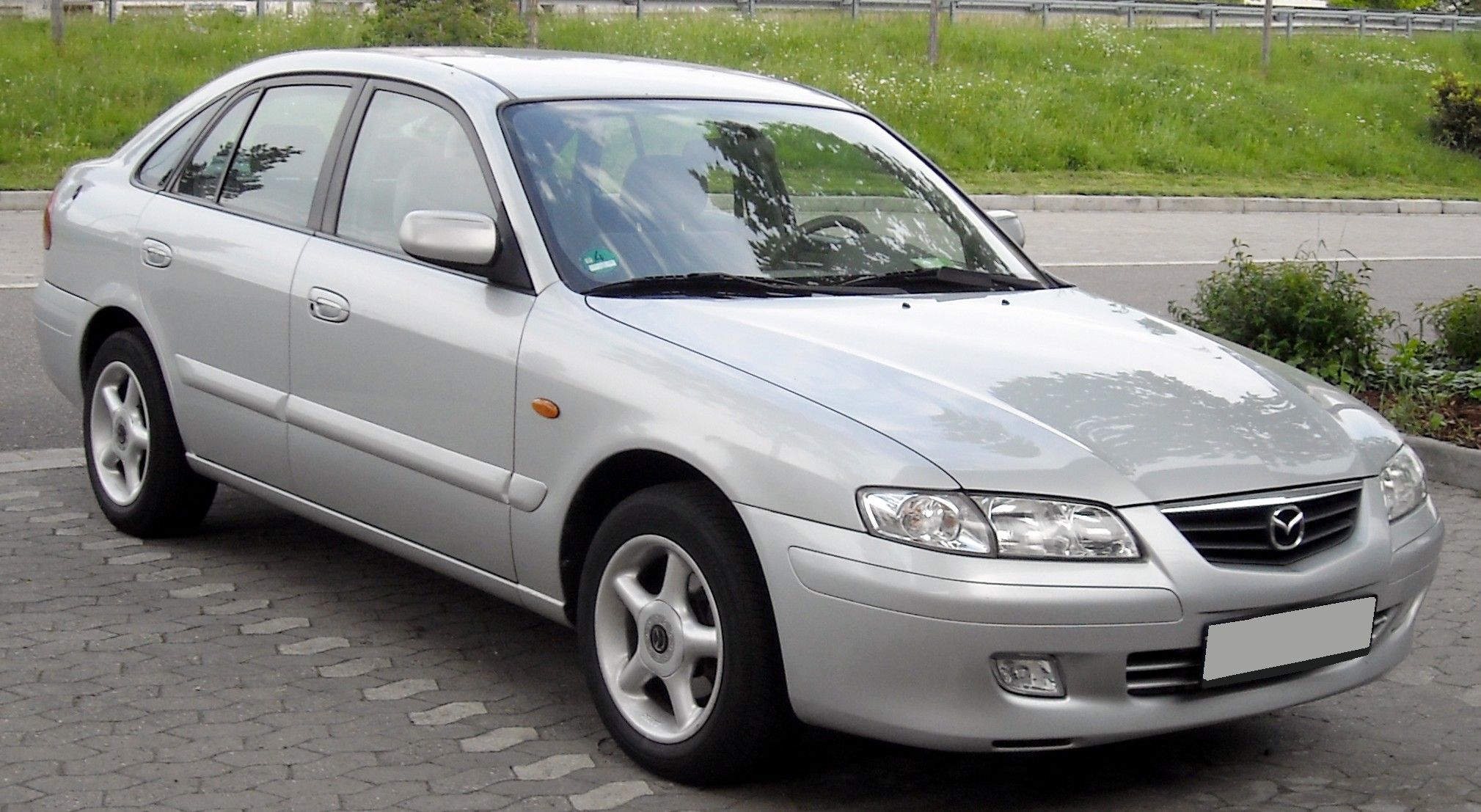
П'яте покоління GF в кузові хетчбек (1999—2002)

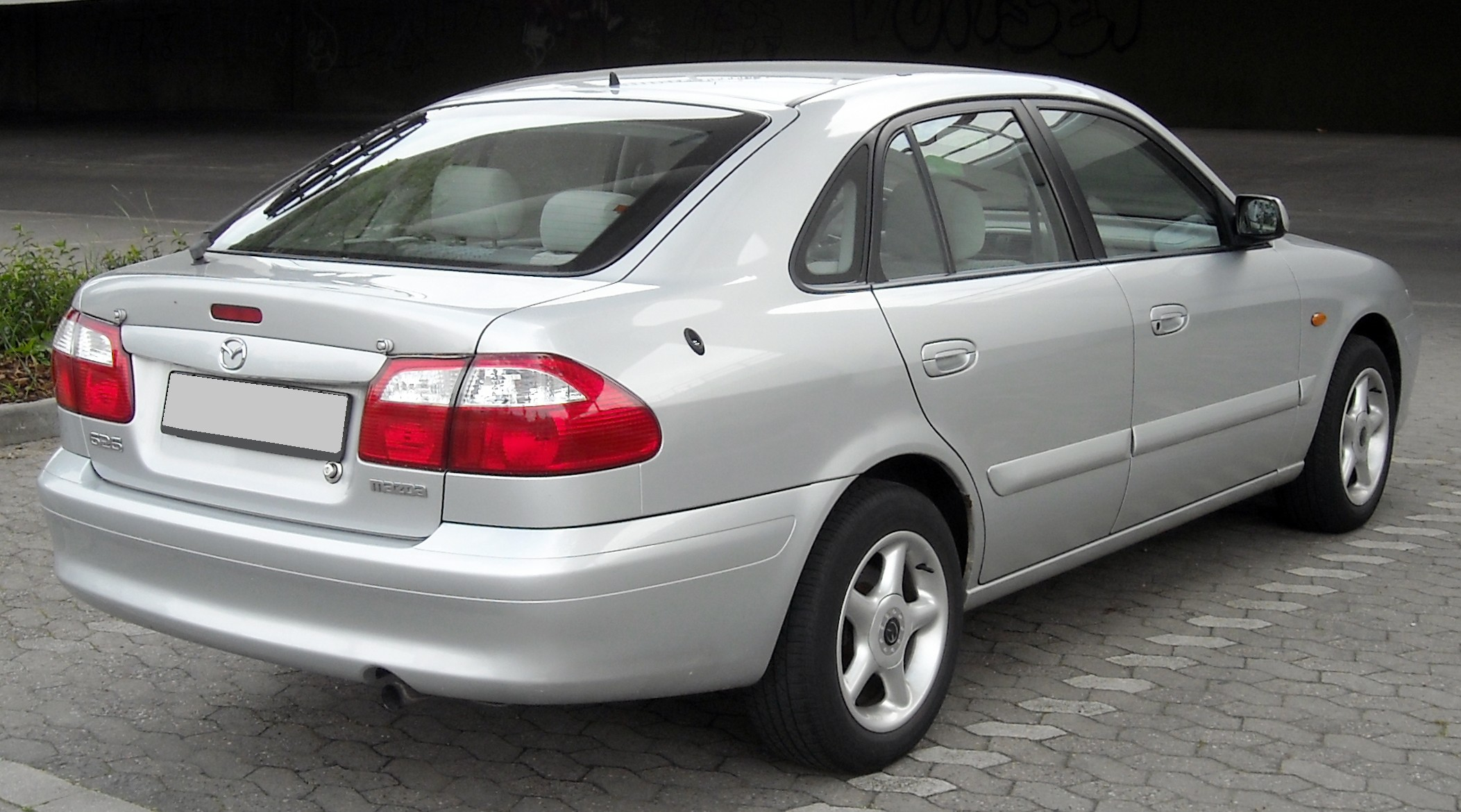
П'яте покоління GF в кузові хетчбек (1999—2002)

У квітні 1997 року з'являється нове покоління Mazda 626 в кузові седан, ліфтбек із індексом GF та універсал за індексом GW. Автомобілі традиційно мали поперечне розташування двигуна і передній привід. Купе випало з лінійки 626 й отримавло власний номер — Mazda MX-6.
Глобальних змін зазнав кузов. З екстер'єру зникли округлості, автомобіль набув рис типового європейця. Плавні обводи кузова не перетікають одна в одну як раніше, а зустрічаються під різко вираженими кутами.
Автомобіль став на 100 мм коротшим, на 40 мм вущим і на 30 мм вищим. Незважаючи на те, що автомобіль став меншим ззовні, він став набагато більшим всередині.
Підвіска практично повністю була запозичена від попереднього покоління. Однак все-таки основні її деталі, відповідальні за пружні властивості підвіски, такі як амортизатори, стабілізатори поперечної стійкості і пружини амортизаторів були доопрацьовані. Невеликі зміни торкнулися й задньої підвіски, а точніше стійок заднього стабілізатора — хворого місця попереднього покоління 626.
Універсал цього покоління зазнав найкардинальніших змін за всю історію свого випуску. Його новий силует вийшов гармонійним, сучасним, стрімким, з нотками спортивності. Він вирізняється містким і затишним салоном.
У стандартну комплектацію автомобілів цього покоління увійшли: електропривід передніх стекол і дзеркал, чотири подушки безпеки, ABS, регульована по висоті кермова колонка із вбудованим іммобілайзером. У більш дорогі версії встановлювався автоматичний клімат-контроль, протибуксувальна система і маршрутний комп'ютер, що показує миттєву витрату палива, залишок бензину в кілометрах пробігу і т. д. Для бажаючих більшого було передбачено значний список додаткового обладнання.
В грудні 1999 року модель з індексом GF оновили, а універсал з індексом GW — лише в лютому 2000 року. В екстер'єрі основні зміни припали на оформлення передньої частини: могутніше став бампер, бічні молдінги пофарбували в колір кузова, зникла широка хромована смуга над облицюванням радіатора, у вигляді витягнутого сектора з овальною емблемою Mazda посередині. Оновлення торкнулося й дизайну салону:
- додано хромовані внутрішні ручки і фіксатори;
- також вставки, стилізовані під чорне дерево;
- шкали приладів, виконані в білому колірному варіанті;
- кермове колесо, обшите двокольоровою шкірою різної фактури.

Завдяки трансформації заднього сидіння, в седані можна перевозити довгомірні вантажі, аж до 3-х м завдовжки.
У 2002 році модель зняли з виробництва й замінили на повністю нову Mazda 6.[джерело?]
| Модель                          | Об'єм    | Циліндри/ Клапани | Потужність                        | Крутний момент             | Макс. швидкість                       | Роки випуску |
| Mazda 626 1.9                   | 1840 см³ | 4/16              | 66 кВт (90 к.с.) при 5000 об/хв   | 145 Нм при 2500 об/хв      | 176 км/год (седан)                    | 06/97–10/99  |
| Mazda 626 1.9                   | 1840 см³ | 4/16              | 74 кВт (100 к.с.) при 5500 об/хв  | 152 Нм при 4000 об/хв      | 182 км/год (седан) 180 км/год (Kombi) | 10/99–06/02  |
| Mazda 626 2.0                   | 1991 см³ | 4/16              | 85 кВт (115 к.с.) при 6000 об/хв  | 170 Нм при 4500 об/хв      | 198 км/год (седан) 192 км/год (Kombi) | 06/97–06/02  |
| Mazda 626 2.0                   | 1991 см³ | 4/16              | 100 кВт (136 к.с.) при 5800 об/хв | 178 Нм при 4500 об/хв      | 208 км/год (седан) 202 км/год (Kombi) | 06/97–06/02  |
| Mazda 626 MPS (Концепт)         | 2496 см³ | 6/24              | 206 кВт (280 к.с.)                | 392 Нм при 4000 об/хв      |                                       |              |
| Mazda 626 2.0 DITD, турбодизель | 1998 см³ | 4/16              | 66 кВт (90 к.с.)                  | 220 Нм при 1800–3000 об/хв |                                       | 1998−        |
| Mazda 626 2.0 TD, вприск        | 1998 см³ | 4/16              | 74 кВт (100 к.с.) при 4000 об/хв  | 220 Нм при 1800–3000 об/хв | 185 км/год (седан) 175 км/год (Kombi) | 07/98–02/01  |
| Mazda 626 2.0 TD                | 1998 см³ | 4/16              | 81 кВт (110 к.с.) при 4000 об/хв  | 230 Нм при 1800 об/хв      | 191 км/год (седан) 185 км/год (Kombi) | 10/00−06/02  |

### США
Для американського ринку з 1998 року під назвою Mazda 626 пропонувався зовсім інший автомобіль з кузовом типу седан.
В 2000 році американську версію оновили.
| Модель | Роки виробництва | Двигун      | Потужність | Крутний момент |
| ------ | ---------------- | ----------- | ---------- | -------------- |
| Base   | 1998–1999        | 2.0 L FS I4 | 125 к.с.   | 172 Нм         |
| Base   | 2000–2002        | 2.0 л FS I4 | 130 к.с.   | 183 Нм         |
| V6     | 1998–2002        | 2.5 л KL V6 | 170 к.с.   | 221 Нм         |

|                                         |
| Mazda 626 GF (для ринку США, 1998–1999) |

|                                         |
| Mazda 626 GF (для ринку США, 2000–2002) |

|                                      |
| Mazda 626 (для ринку США, 2000–2002) |